# Georges-Louis Contesse
Georges-Louis Contesse (* 8. August 1832 in Romainmôtier; † 16. August 1882 ebenda, heimatberechtigt in Romainmôtier) war ein Schweizer Politiker.

## Biografie
Contesse studierte Rechtswissenschaften an der Universität Lausanne und lizenzierte im Jahr 1857. Er war alsdann als Notar in Romainmôtier tätig.
Von 1860 bis 1878 war er als Stadtpräsident seines Heimatortes tätig und war von 1861 bis 1882 Präsident des Bezirksgerichts von Orbe. Nach den Parlamentswahlen 1869 wer er bis 1882 Nationalrat für den Kanton Waadt und politisierte nach freisinnigen Grundsätzen.
Ferner war er von 1870 bis 1871 Verwaltungsrat der Union vaudoise de crédit und von 1877 bis 1881 der Waadtländer Kantonalbank. Von 1865 bis 1866 war er Richter und von 1872 bis 1876 erster Richter am Militärgericht.
Contesse zeichnete sich insofern als Wohltäter aus, als er Romainmôtier ein Spital schenkte. Die Infirmerie Contesse wurde schliesslich im Jahre 1882 eröffnet und von der gleichnamigen Stiftung verwaltet.